# 張秉貞
张秉贞（1607年—1655年），字元之，號坤安（坤庵）。江南安庆府桐城县（今属安徽省）人，明末清初政治人物。

## 生平
张秉贞天啓七年（1627年）中舉，于崇祯四年（1631年）考中辛未科二甲第五名进士，户部观政，初授户部贵州司主事，歷任广东司员外郎、山西司郎中，迁饷司。崇祯九年出任湖广蕲黄江防道右參議，十二年升山西副使、顺德兵备道，历官顺广道。十七年，陞都察院右僉都御史，巡抚浙江。
弘光元年（清顺治二年，1645年），清軍大舉渡江，破南京。不久，張秉貞在杭州率衆降清，补礼部仪制司郎中，升通政司左参议，顺治十年（1653年）二月升任兵部左侍郎，五月升授刑部尚书，任内治狱公正。十一年八月改兵部尚书，十二年卒于官，谥僖和。

## 著作
著有《石谷问答》、《石林漫语》。

## 家族
曾祖张木，號琴川，赠礼部郎中。祖父张淳为隆庆二年进士，官至陕西左参政。父张士绣，庠生。從兄张秉文为万历三十八年（1610年）进士，官至山东布政使。
张秉贞有茂稷、茂程、茂秩三子。